# Diskografie DJ Jazzy Jeff & The Fresh Prince
Diskografie amerického dua DJ Jazzy Jeff & The Fresh Prince, které tvořili DJ Jazzy Jeff a rapper The Fresh Prince.

## Alba

### Studiová alba
| Rok  | Album                                                                   | Nejvyšší umístění v hitparádě | Nejvyšší umístění v hitparádě | Nejvyšší umístění v hitparádě | Nejvyšší umístění v hitparádě | Certifikace      |
| Rok  | Album                                                                   | US 200                        | US R&B                        | UK                            | CAN                           | Certifikace      |
| ---- | ----------------------------------------------------------------------- | ----------------------------- | ----------------------------- | ----------------------------- | ----------------------------- | ---------------- |
| 1987 | Rock the House - Vydáno: 19. března 1987 - Vydavatel: Jive              | 83                            | 24                            | 97                            | -                             | US: zlatá        |
| 1988 | He's the DJ, I'm the Rapper - Vydáno: 29. března 1988 - Vydavatel: Jive | 4                             | 5                             | 68                            | 23                            | US: 3x platinová |
| 1989 | And in This Corner… - Vydáno: 17. dubna 1989 - Vydavatel: Jive          | 39                            | 19                            | -                             | 43                            | US: zlatá        |
| 1991 | Homebase - Vydáno: 23. července 1991 - Vydavatel: Jive                  | 12                            | 5                             | 69                            | 33                            | US: platinová    |
| 1993 | Code Red - Vydáno: 13. října 1993 - Vydavatel: Jive                     | 64                            | 39                            | 50                            | -                             | US: zlatá        |

### Kompilační alba
- 1988 – Greatest Hits
- 2000 – Before the Willenium
- 2003 – Platinum & Gold Collection
- 2006 – The Very Best of Jazzy Jeff & The Fresh Prince

## Singly

### Solo
| Rok  | Název písně                               | Pozice v mezinárodních žebříčcích | Pozice v mezinárodních žebříčcích | Pozice v mezinárodních žebříčcích | Pozice v mezinárodních žebříčcích | Pozice v mezinárodních žebříčcích | Certifikace   | Album                       |
| Rok  | Název písně                               | US 100                            | US Hip-Hop                        | US Rap                            | CAN                               | UK                                | Certifikace   | Album                       |
| ---- | ----------------------------------------- | --------------------------------- | --------------------------------- | --------------------------------- | --------------------------------- | --------------------------------- | ------------- | --------------------------- |
| 1986 | "Girls Ain't Nothing but Trouble"         | 57                                | 81                                | -                                 | -                                 | -                                 |               | Rock the House              |
| 1988 | "Parents Just Don't Understand"           | 12                                | 10                                | -                                 | 28                                | -                                 | US: zlatá     | He's the DJ, I'm the Rapper |
| 1988 | "Nightmare on My Street"                  | 15                                | 9                                 | -                                 | 61                                | -                                 |               | He's the DJ, I'm the Rapper |
| 1989 | "I Think I Can Beat Mike Tyson"           | 58                                | 23                                | 8                                 | -                                 | -                                 |               | And in This Corner…         |
| 1991 | "Summertime"                              | 4                                 | 1                                 | 1                                 | 29                                | 29                                | US: platinová | Homebase                    |
| 1991 | "Ring My Bell"                            | 20                                | 22                                | -                                 | -                                 | -                                 | US: zlatá     | Homebase                    |
| 1993 | "Boom! Shake the Room"                    | 13                                | 21                                | 23                                | -                                 | 40                                | US: zlatá     | Code Red                    |
| 1993 | "I'm Looking for the One (To Be with Me)" | 93                                | 51                                | 18                                | -                                 | -                                 |               | Code Red                    |